# Euxoa praevisa
Euxoa praevisa är en fjärilsart som beskrevs av Charles Boursin 1927. Euxoa praevisa ingår i släktet Euxoa och familjen nattflyn. Inga underarter finns listade i Catalogue of Life.